# Isabel Sanford
Eloise Gwendolyn Sanford  (* 29. August 1917 in New York City, New York; † 9. Juli 2004 in Los Angeles, Kalifornien) war eine US-amerikanische Schauspielerin. Sie wurde vor allem durch ihre Rolle als Louise „Weezy“ Jefferson in All in the Family (1971–1975) und Die Jeffersons (1975–1985) bekannt.

## Karriere
Sanford wurde in New York City, New York als Tochter der Eltern James Edward Sanford und Josephine Perry geboren. Sie war die erste afro-amerikanische Schauspielerin, die als Beste Hauptdarstellerin einen Emmy Award (für Hauptdarstellerin in einer Comedy-Serie im Jahr 1981) gewann. Sanford hat einen Stern auf dem Hollywood Walk of Fame. Sie war Mitglied der Sorority „Alpha Kappa Alpha“ und erhielt die Ehrendoktorwürde des Emerson College in Boston, Massachusetts.
Im Jahr 1967 gab sie ihr Filmdebüt in Rat mal, wer zum Essen kommt in der Rolle der schwarzen Hausangestellten Tillie Binks.
Sanford starb am 9. Juli 2004 an einem Kreislaufstillstand und an einer Herzkrankheit im Cedars-Sinai Medical Center in Los Angeles, Kalifornien. Sie wurde auf dem Forest Lawn Memorial Park in Los Angeles beigesetzt.

## Filmografie (Auswahl)
- 1967: Rat mal, wer zum Essen kommt (Guess Who’s Coming to Dinner)
- 1968: Verliebt in eine Hexe (Bewitched, Fernsehserie, eine Folge)
- 1968: Twen-Police (The Mod Squad, Fernsehserie, eine Folge)
- 1970: Daniel Boone (Fernsehserie, eine Folge)
- 1970–1971: Bill Cosby (The Bill Cosby Show, Fernsehserie, 2 Folgen)
- 1971–1972: Love, American Style (Fernsehserie, 2 Folgen)
- 1971–1979: All in the Family (Fernsehserie, 26 Folgen)
- 1972: Mary Tyler Moore (Fernsehserie, eine Folge)
- 1972: Polizeirevier Los Angeles-Ost (The New Centurions)
- 1972: Lady Sings the Blues
- 1972: Sandkastenspiele (Up the Sandbox)
- 1974: Kojak – Einsatz in Manhattan (Kojak, Fernsehserie, eine Folge)
- 1975–1985: Die Jeffersons (The Jeffersons, Fernsehserie, 253 Folgen)
- 1978: Vegas (Vega$, Fernsehserie, eine Folge)
- 1979: Liebe auf den ersten Biss (Love at First Bite)
- 1980, 1983: Love Boat (The Love Boat, Fernsehserie, 2 Folgen)
- 1986: Die Fälle des Harry Fox (Crazy Like a Fox, Fernsehserie, eine Folge)
- 1994: Echt super, Mr. Cooper (Hangin’ with Mr. Cooper, Fernsehserie, eine Folge)
- 1994: Superman – Die Abenteuer von Lois & Clark (Lois & Clark: The New Adventures of Superman, Fernsehserie, eine Folge)
- 1995: Roseanne (Fernsehserie, eine Folge)
- 1995: Ein schrecklich nettes Haus (In The House, Fernsehserie, 2 Folgen)
- 1995–1996: Der Prinz von Bel-Air (The Fresh Prince of Bel-Air, Fernsehserie, 2 Folgen)
- 1996: Original Gangstas
- 1997: Sprung – Jetzt oder nie (Sprung)
- 1998: Mafia! – Eine Nudel macht noch keine Spaghetti! (Jane Austen’s Mafia!)
- 1998: Pepper Ann (Fernsehserie, eine Folge, Stimme)
- 2002: Schatten der Leidenschaft (The Young and the Restless, Fernsehserie)
- 2004: Die Simpsons (The Simpsons, Fernsehserie, eine Folge)

## Auszeichnungen
| Jahr | Preis              | Resultat  | Kategorie                                                      | Film oder Serie                              |
| ---- | ------------------ | --------- | -------------------------------------------------------------- | -------------------------------------------- |
| 1979 | Emmy Award         | Nominiert | Outstanding Lead Actress in a Comedy Series                    | Die Jeffersons                               |
| 1980 | Emmy Award         | Nominiert | Outstanding Lead Actress in a Comedy Series                    | Die Jeffersons                               |
| 1981 | Emmy Award         | Gewonnen  | Outstanding Lead Actress in a Comedy Series                    | Die Jeffersons                               |
| 1982 | Emmy Award         | Nominiert | Outstanding Lead Actress in a Comedy Series                    | Die Jeffersons                               |
| 1983 | Emmy Award         | Nominiert | Outstanding Lead Actress in a Comedy Series                    | Die Jeffersons                               |
| 1984 | Emmy Award         | Nominiert | Outstanding Lead Actress in a Comedy Series                    | Die Jeffersons                               |
| 1985 | Emmy Award         | Nominiert | Outstanding Lead Actress in a Comedy Series                    | Die Jeffersons                               |
| 1977 | Golden Globe Award | Nominiert | Best TV Actress – Musical/Comedy                               | Die Jeffersons                               |
| 1978 | Golden Globe Award | Nominiert | Best TV Actress – Musical/Comedy                               | Die Jeffersons                               |
| 1983 | Golden Globe Award | Nominiert | Best Performance by an Actress in a TV-Series – Comedy/Musical | Die Jeffersons                               |
| 1984 | Golden Globe Award | Nominiert | Best Performance by an Actress in a TV-Series – Comedy/Musical | Die Jeffersons                               |
| 1985 | Golden Globe Award | Nominiert | Best Performance by an Actress in a TV-Series – Comedy/Musical | Die Jeffersons                               |
| 2004 | TV Land Awards     | Gewonnen  | Favorite Cantankerous Couple                                   | Die Jeffersons (Geteilt mit Sherman Hemsley) |